# Tajuria pisatis
Tajuria pisatis är en fjärilsart som beskrevs av Hans Fruhstorfer 1912. Tajuria pisatis ingår i släktet Tajuria och familjen juvelvingar. Inga underarter finns listade i Catalogue of Life.